# أسبروبالتا
أسبروفالتا (باليونانية: Ασπροβάλτα)‏ هي مدينة في ثيسالونيكي في مقاطعة فوريا إلادا في اليونان.
يبلغ عدد سكانها حوالي 3634 نسمة.

## التاريخ السكاني
| سنة  | السكان |
| ---- | ------ |
| 1991 | 2,366  |
| 2001 | 2,838  |
| 2011 | 3,039  |